# Berlockdermatitis
Berlockdermatitis is een vorm van fytofotodermatitis met verkleuring van de huid ten gevolge van de fototoxiciteit van bepaalde plantesappen en etherische olie.
De term 'berlockdermatitis' werd in 1925 voorgesteld voor dit soort plotselinge verkleuring van de huid.
Etherische olie van bijvoorbeeld bergamot en grote engelwortel worden veel gebruikt in parfums (bijvoorbeeld in eau de cologne) en andere cosmetica en kunnen bij sommige mensen een berlockdermatitis veroorzaken. Doordat parfumeurs en cosmetici tegenwoordig rekening houden met deze fototoxiciteit (door bijvoorbeeld synthetische parfumstoffen te gebruiken of furocoumarine vrije etherische olie) is het voorkomen van berlockdermatitis sterk afgenomen.